# 开封市博物馆
开封市博物馆，又称开封博物馆，位于河南省开封市开封新区郑开大道第六大街，是开封市属综合性博物馆。

## 简介

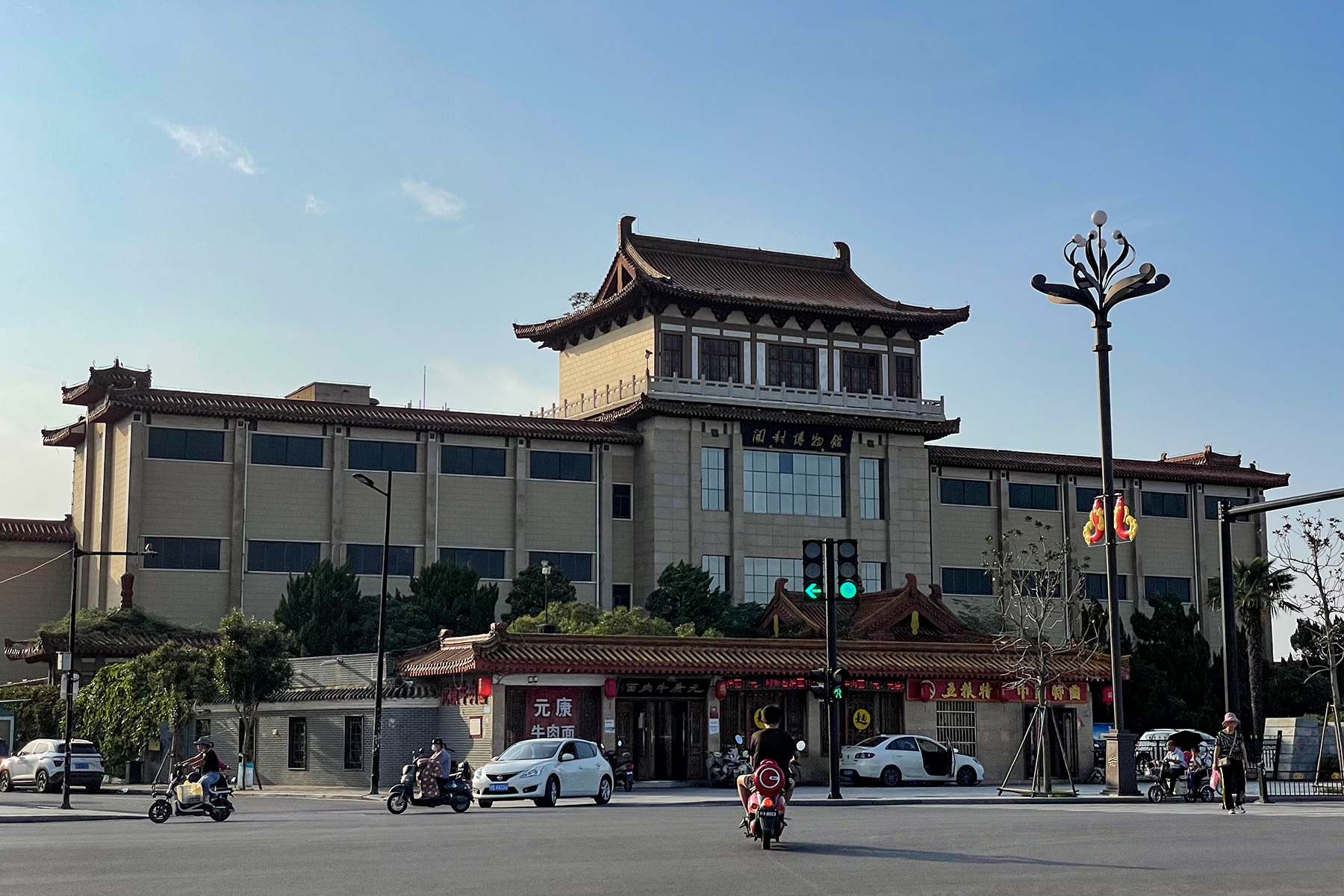
位于迎宾路26号的旧馆

开封市博物馆是1962年3月在河南省博物馆从开封迁往郑州后的原址上筹建，同时挽留了河南省博物馆部分专业人员，并接收了部分历史文物，该博物馆属于社会历史类博物馆。1984年，筹建开封市博物馆新馆，1988年9月新馆落成，在中华人民共和国国庆节正式对外开放。新馆位于河南省开封市迎宾路26号，地处包公湖畔，总占地面积1.6万平方米，总建筑面积1万多平方米，主体楼建筑面积7千平方米，是一座平面呈“山”字形的仿古建筑，单檐歇山顶，顶覆黄琉璃瓦。中央大厅4层，正面展厅3层，双翼展厅2层，共有13个展室，另有南北两侧的石刻廊面积500平方米，文物库房面积1300平方米。
2014年3月，开封市博物馆新馆正式开工建设。2016年建成。新馆位于开封市开封新区郑开大道第六大街，地处郑开大道北侧，众意湖东侧。2016年4月21日起，位于迎宾路26号的开封市博物馆暂停接待公众参观，全面闭馆，以便为迁移新馆做准备。
开封市博物馆馆藏文物80,000多件，以铜器、陶瓷器、书法、绘画、石刻为特色。2008年被评为国家二级博物馆。2017年，开封市博物馆被中国博物馆协会评为第三批国家一级博物馆。

## 部分馆藏文物

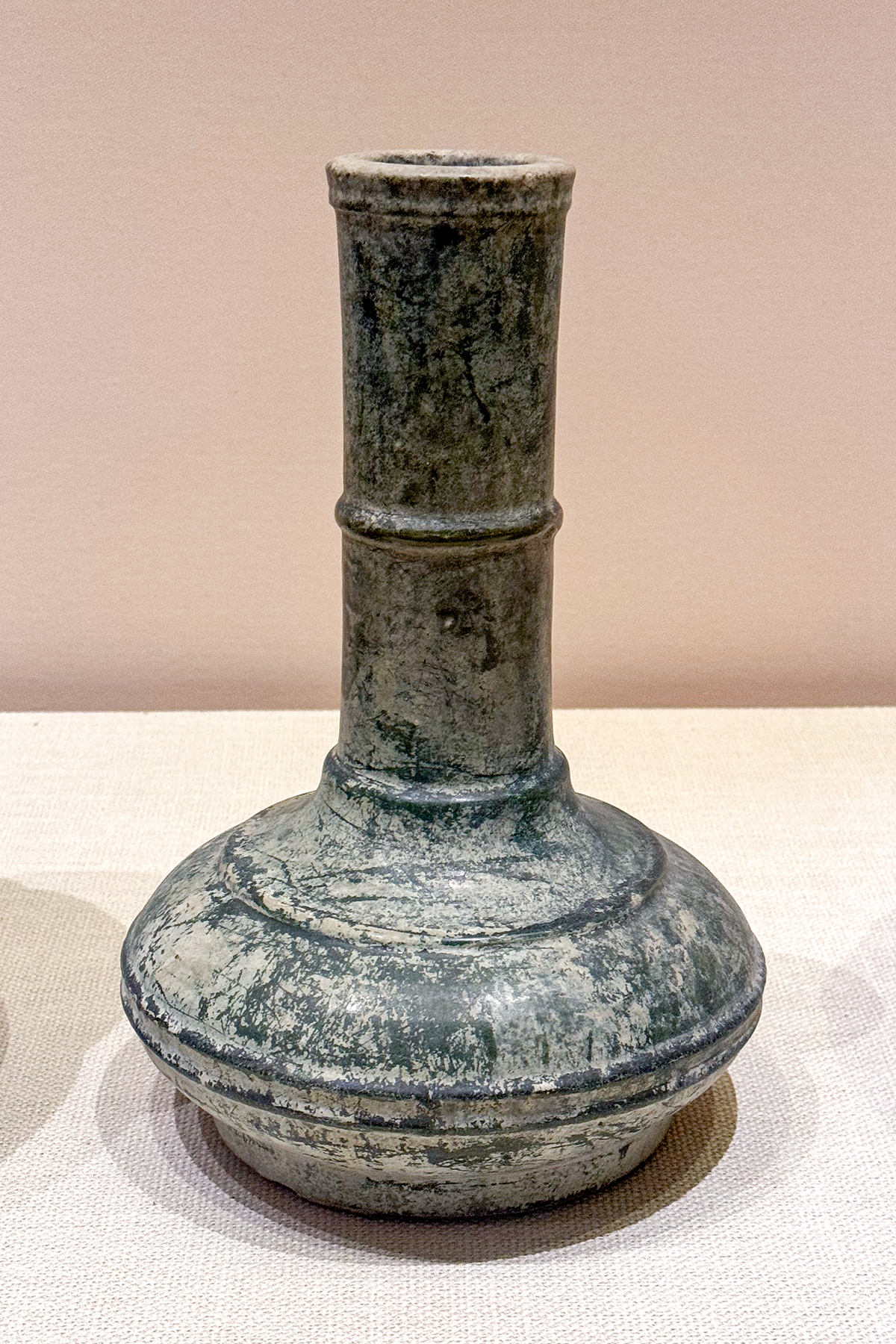
汉绿釉竹节陶瓶
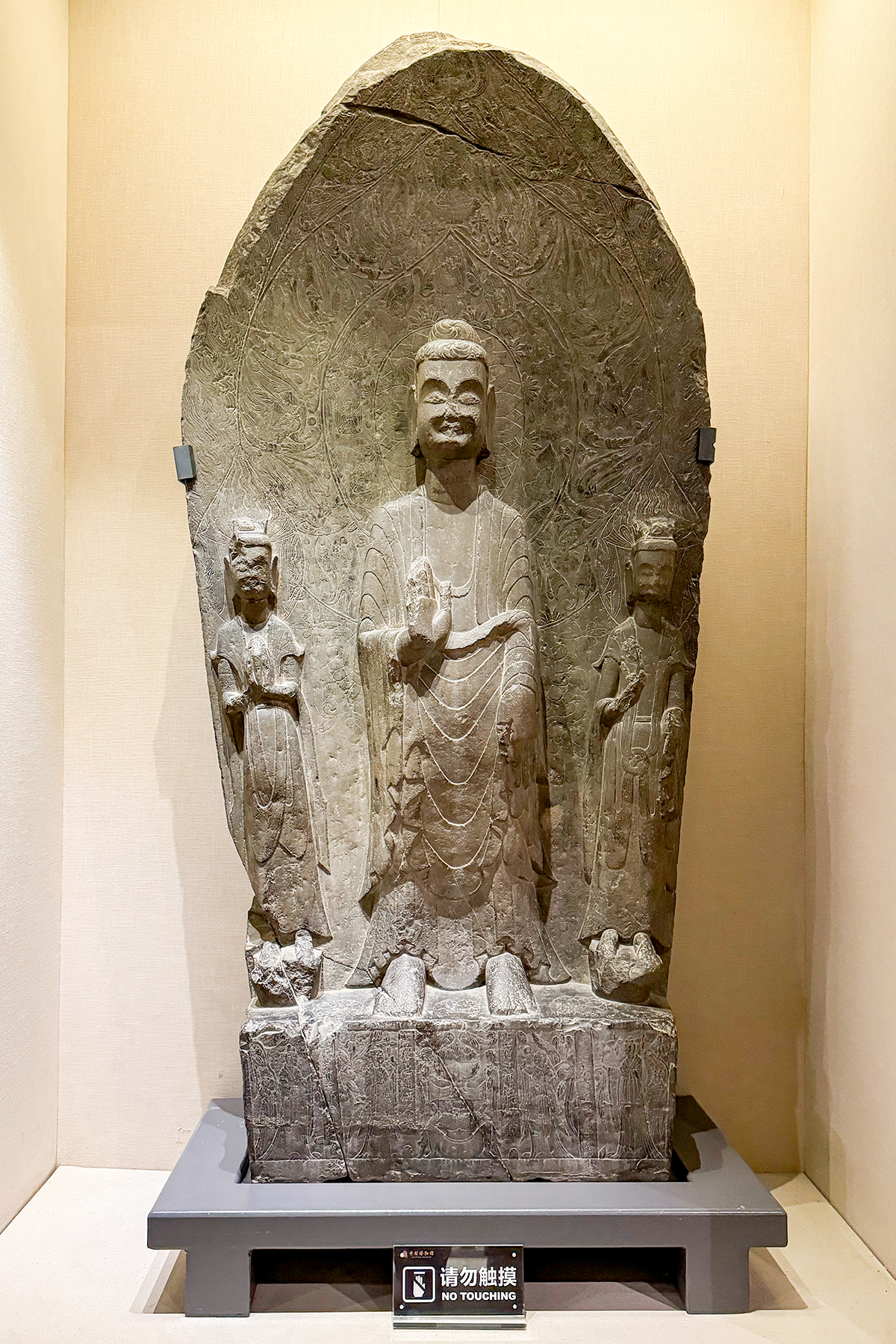
北魏石造像
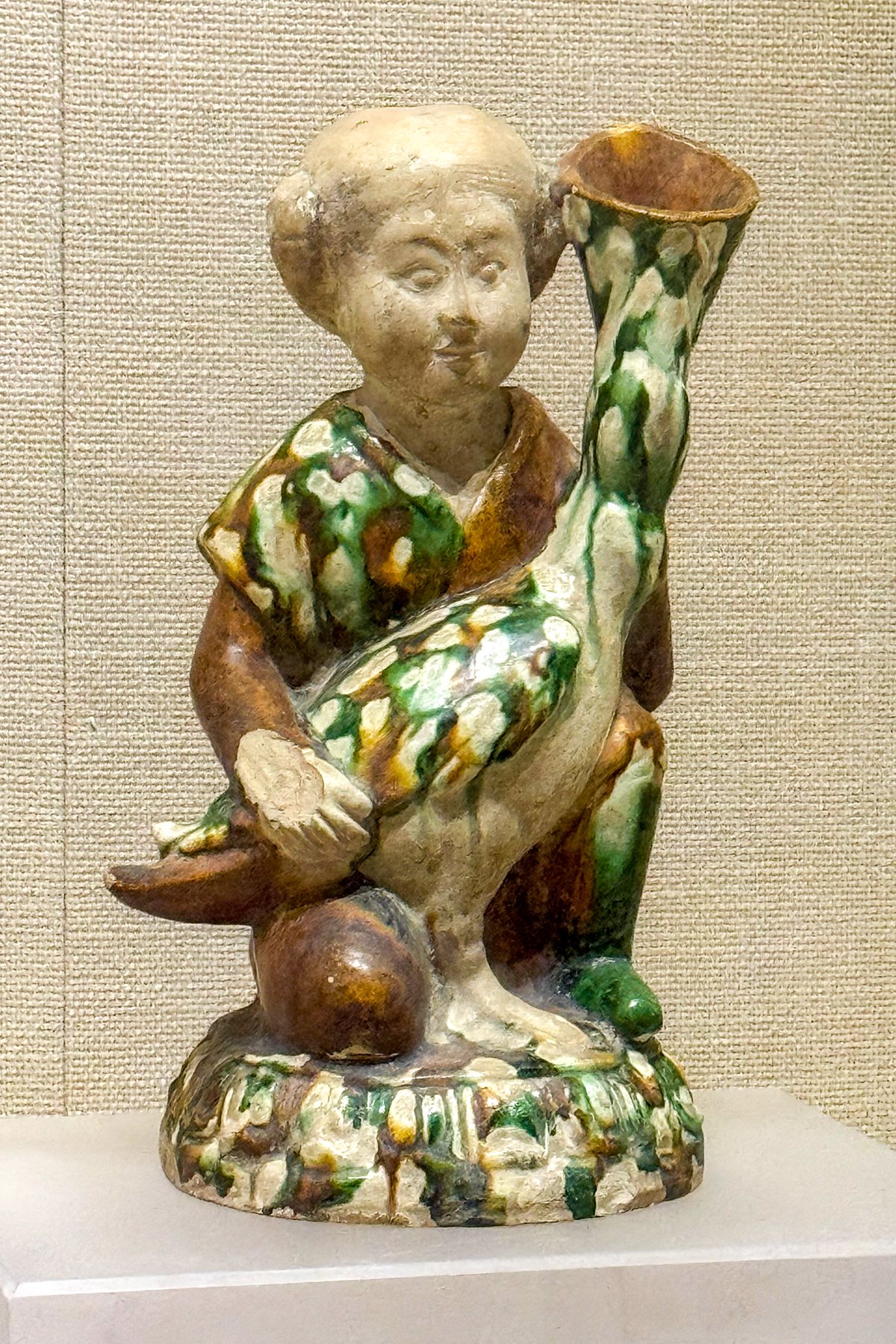
唐三彩抱鸭女俑瓶
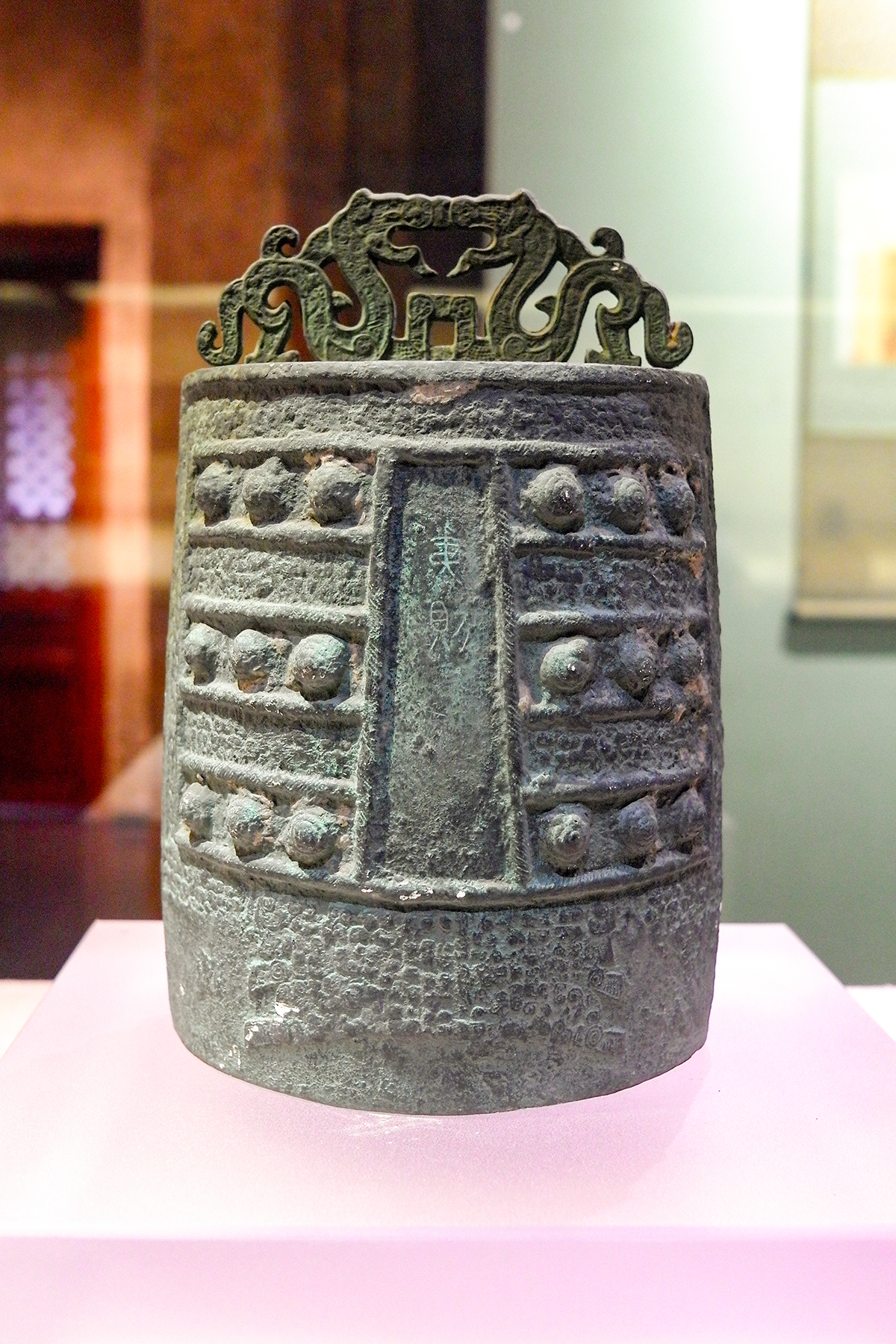
北宋“大晟夷则”铜编钟
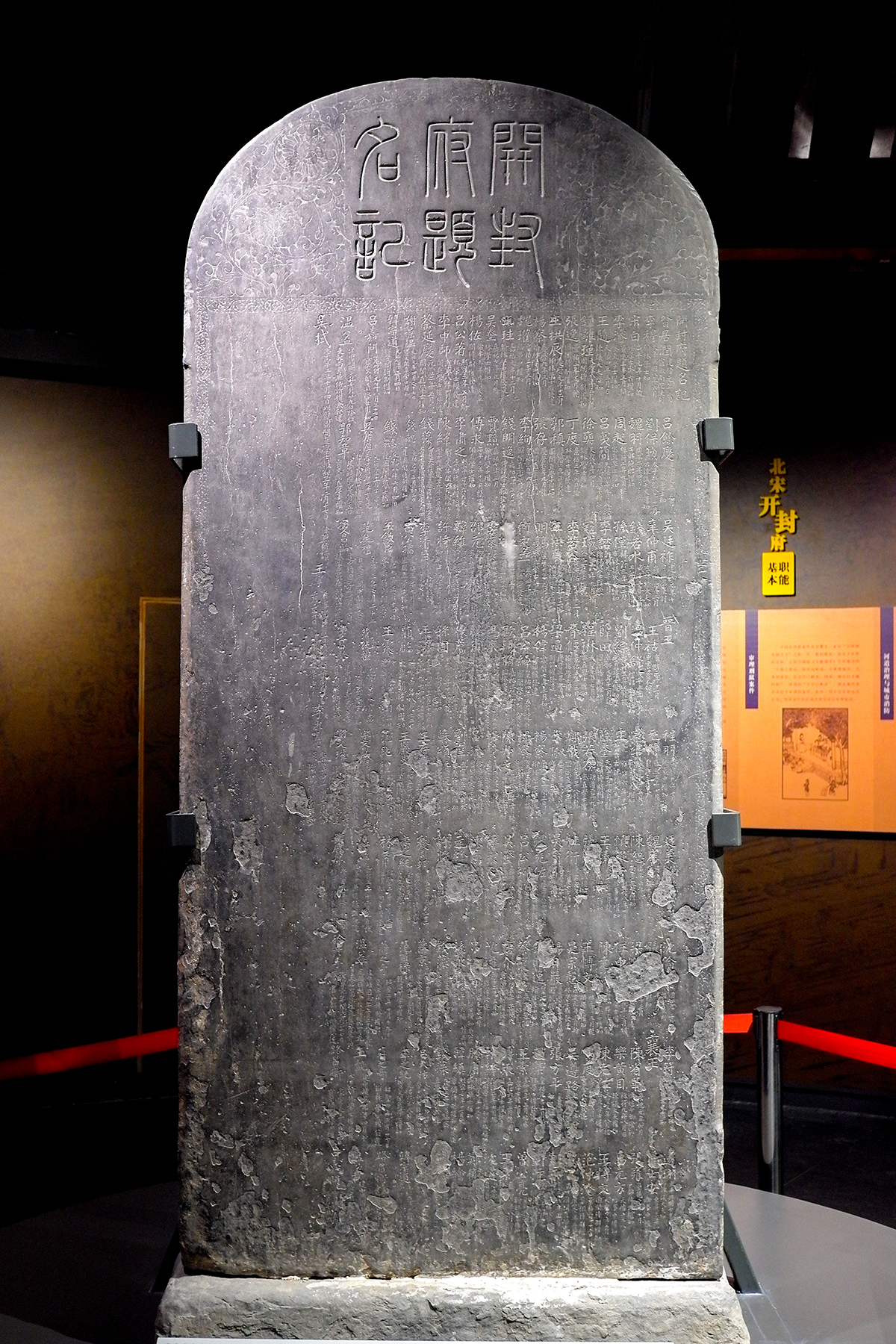
北宋“开封府题名记”碑
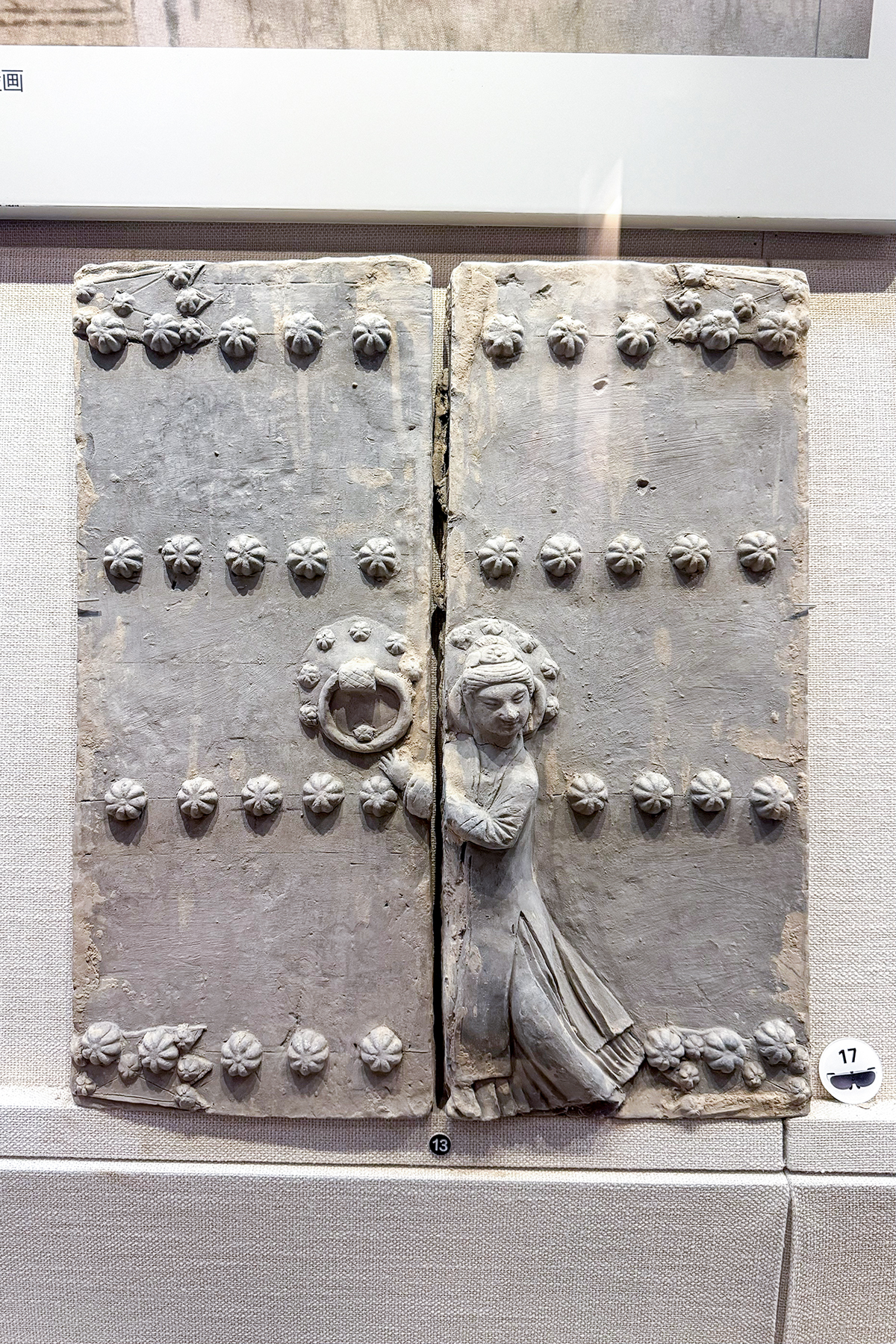
禹州白沙宋墓出土浮雕仕女陶门砖
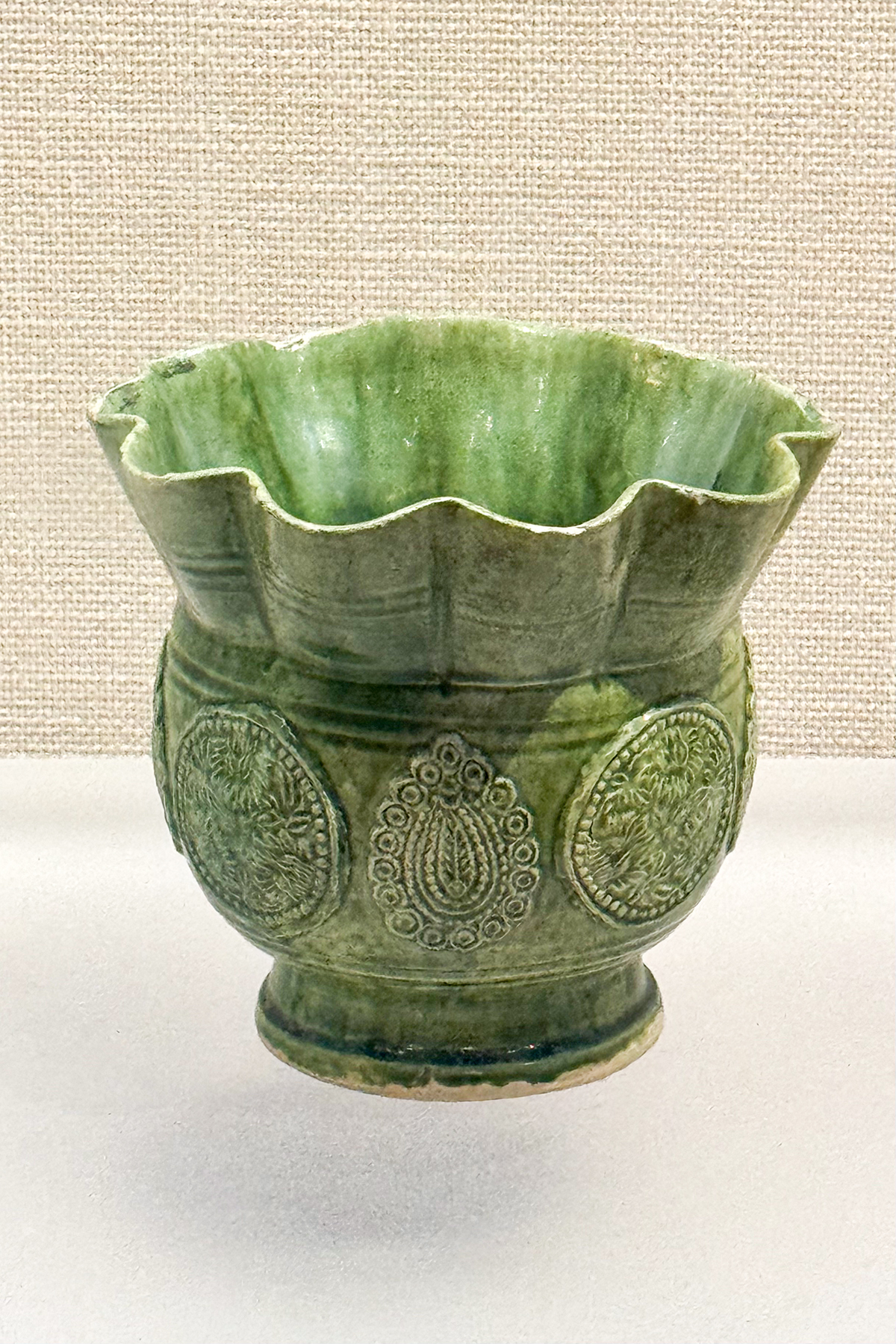
辽绿釉荷叶口瓷缸
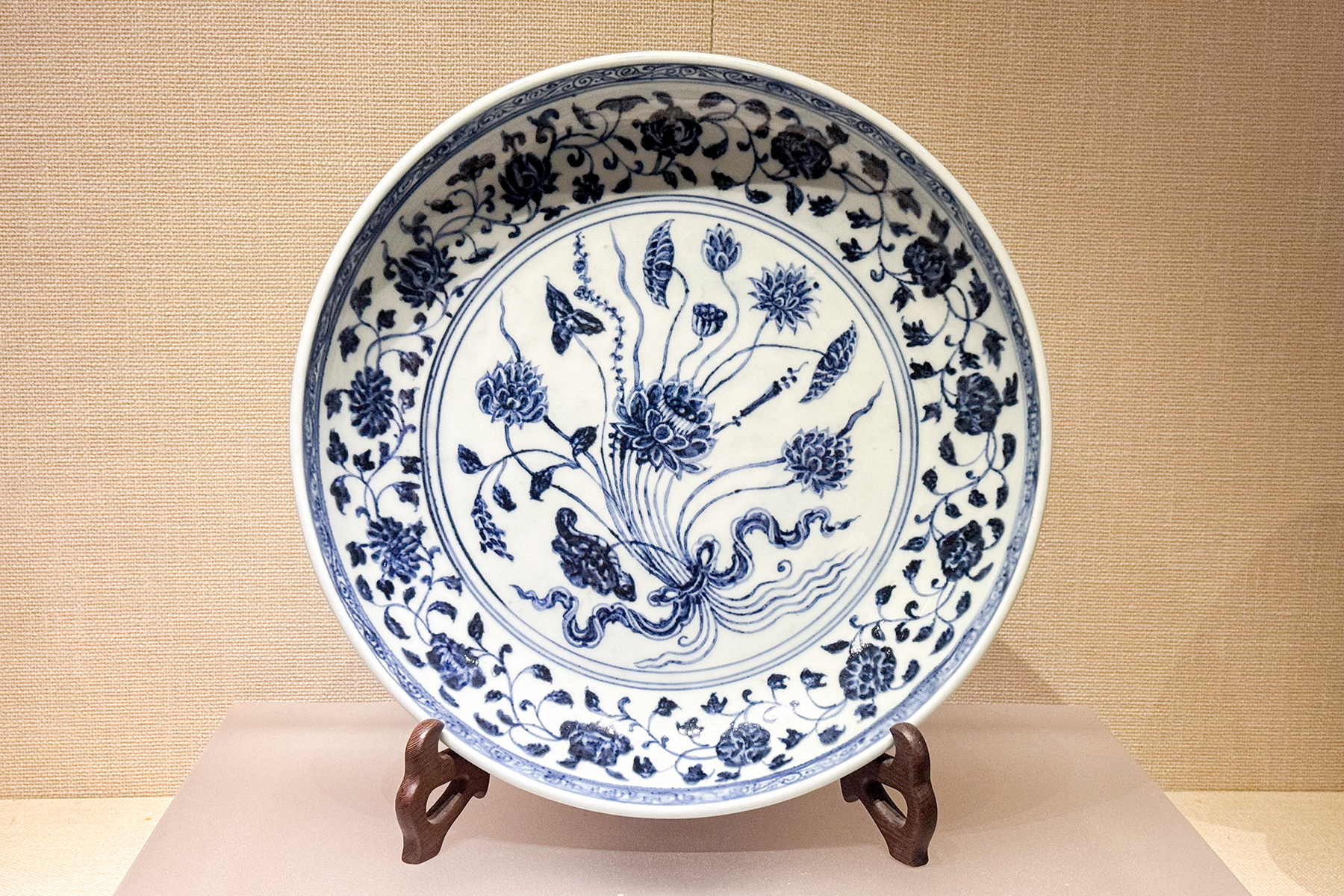
明永乐青花瓷盘
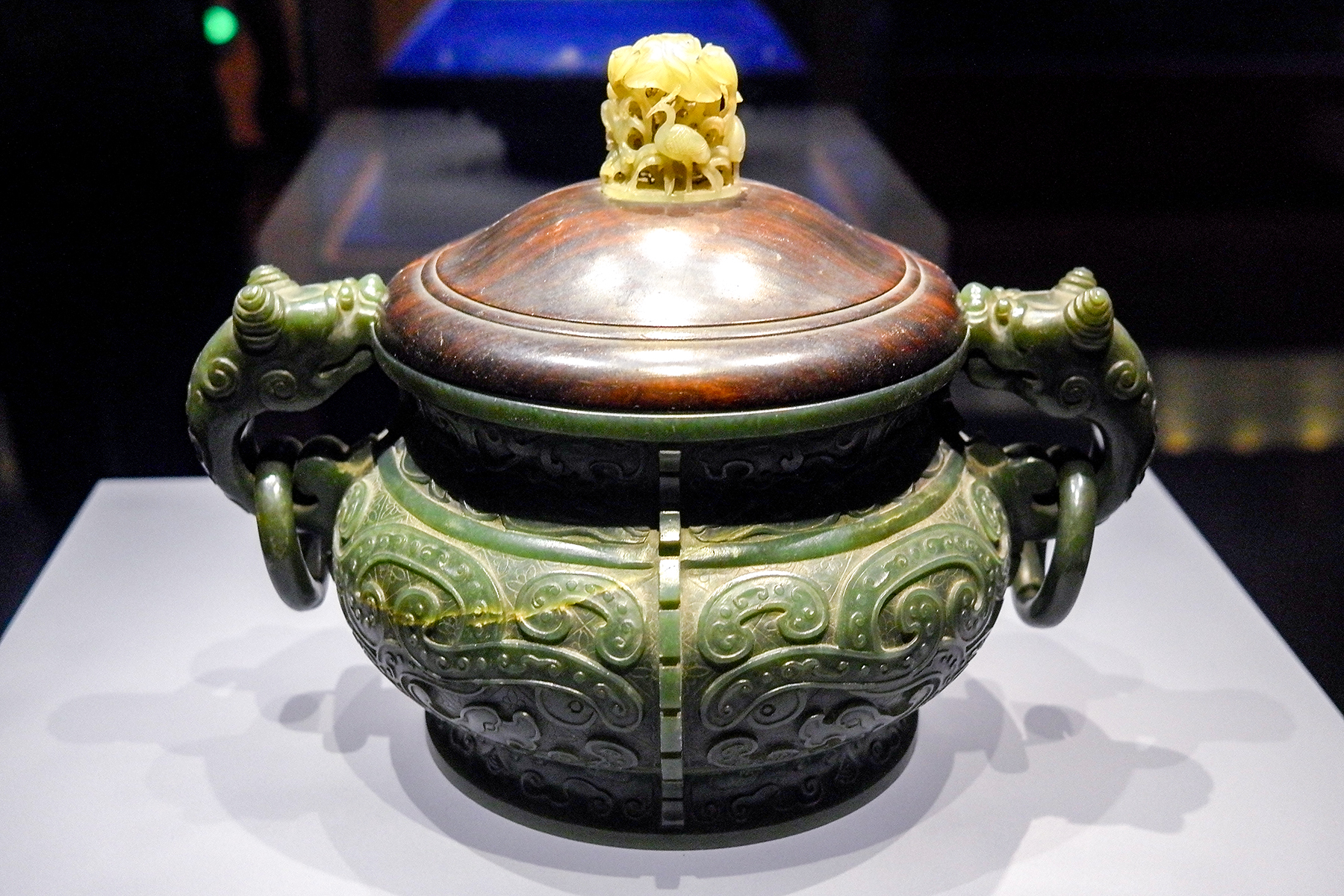
清乾隆款碧玉双兽耳活环炉
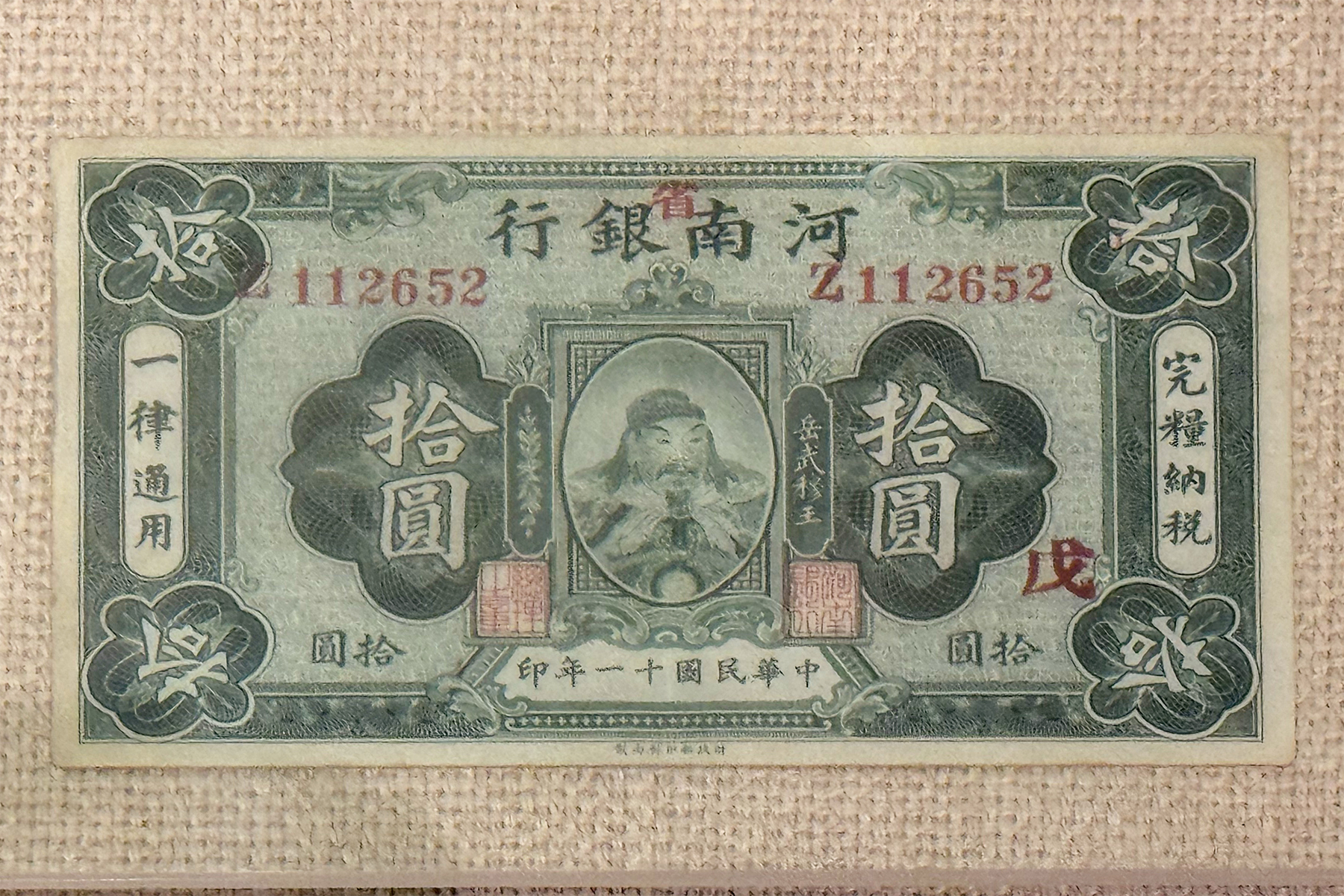
民国11年河南省银行拾元纸币